# Шехбаз Шариф
Мијан Мухамед Шехбаз Шариф (урду: میاں محمد شہباز شریف, изговара се [ʃɛхˈбаːз ʃәˈриːф]; 23. септембар 1951) пакистански је политичар који тренутно служи као 24. премијер Пакистана од марта 2024, на којој је претходно био од априла 2022. до августа 2023. године. Он је председник Пакистанске муслиманске лиге (ПМЛ-Н). Претходно у својој политичкој каријери, три пута је служио као главни министар Панџаба, чиме је постао главни министар Панџаба са најдужим стажом.
Шехбаз је изабран у покрајинску скупштину Панџаба 1988. и у Народној скупштини Пакистана 1990. године. Поново је изабран у скупштину Панџаба 1993. и именован за лидера опозиције. Први пут је 20. фебруара 1997. изабран за главног министра пакистанске најмногољудније провинције Панџаб. Након пакистанског државног удара 1999. године, Шехбаз је заједно са својом породицом провео године у самоизгнанству у Саудијској Арабији, враћајући се у Пакистан, 2007. Шехбаз је именован за главног министра за други мандат након победе ПМЛ-Н у провинцији Панџаб на општим изборима у Пакистану 2008. године. По трећи пут је изабран за главног министра Панџаба на општим изборима 2013. и служио је свој мандат до пораза његове странке на општим изборима 2018. године. Током свог мандата на месту главног министра, Шехбаз је уживао репутацију веома компетентног и марљивог администратора. Покренуо је амбициозне инфраструктурне пројекте у Панџабу и био је познат по свом ефикасном управљању. Шехбаз је номинован за председника Пакистанске муслиманске лиге-Н након што је његов брат Наваз Шариф дисквалификован са функције након случаја Панамских папира. Предложен је за лидера опозиције након избора 2018. године.
У децембру 2019. године, Национални биро за одговорност (НАБ) замрзнуо је 23 имовине која је припадала Шехбазу и његовом сину Хамзи, оптужујући их за прање новца. Дана 28. септембра 2020, НАБ је ухапсио Шехбаза на Вишем суду у Лахору и подигао оптужницу против њега за прање новца. Био је у затвору до суђења. Дана 14. априла 2021., Виши суд у Лахору га је пустио уз кауцију у вези са прањем новца. Дана 12. октобра 2022. године, Шехбаз и Хамза су ослобођени свих оптужби за корупцију и прање новца од стране Централног Специјалног суда у Лахору. Усред пакистанске политичке кризе 2022. године, Шехбаза је Народна скупштина изабрала за премијера 11. априла 2022. након гласања о неповерењу Имрану Хану. Скупштина је требало да престане 12. августа 2023. због завршетка петогодишњег мандата. Да би добили више времена за изборе и друге политичке користи, Шехбаз и ПДМ алијанса су се сложили да распусте парламент 9. августа 2023, што је одобрио председник Пакистана.

## Породица и лични живот

### Младост и образовање
Шехбаз је рођен 23. септембра 1951. у кашмирској породици која говори панџаби у Лахору, Панџаб, Пакистан. Његов отац, Мухамед Шариф, био је бизнисмен и индустријалац више средње класе чија је породица емигрирала из Анантнага у Кашмиру због посла, и на крају се настанила у селу Јати Умра у округу Амрицар, Панџаб, почетком двадесетог века. Породица његове мајке потицала је из Пулваме. Након поделе Индије и независности Пакистана 1947. године, његови родитељи су мигрирали из Амрицара у Лахор. Похађао је средњу школу Светог Антуна у Лахору.
Шехбаз је дипломирао на Државном колеџу Универзитета у Лахору. Након дипломирања, придружио се својој породичној Итефак групи. Изабран је за председника Трговинске и индустријске коморе Лахора 1985. године.
Шехбаз говори урду, панџаби, синди, енглески, немачки и арапски.

### Породица
Шехбаз има два брата, Абаса Шарифа и Наваза Шарифа. Наваз је три пута биран за премијера Пакистана. Навазова супруга, Кулсум Наваз, била је прва дама Пакистана три неузастопна мандата.
Шехбаз се оженио Нусрат Шехбазом 1973. Имају четворо деце: Салмана, Хамзу и ћерке близнакиње Хаверију и Рабију.
Његов други брак био је са Алијом Хони, којом се оженио 1993. године. Била је манекенка и Шехбаз је за њу изградио мост у Лахору, који је међу локалним становницима још познат као Медени мост. Пар се развео након само годину дана.
Године 1993. Шехбаз се оженио трећи пут за Нилофар Хосу, сестру Тарика Хосе, који је био генерални директор Федералне истражне агенције, али се и овај брак завршио разводом.
Шехбаз се 2003. оженио својом четвртом женом, аутором и уметницом Техмином Дурани.
Године 2012. објављено је да се Шехбаз оженио пети пут за Сиеду Кулсуме Хаи, службеницу пакистанске административне службе, али је она то на крају негирала.
Живи у дому својих предака у Лахору, Рејвинд палати.

### Богатство
Шехбаз је заједнички власник Итефак Гроуп, вишемилионског конгломерата челика. Године 2013. примећено је да је Шехбаз богатији од свог старијег брата Наваза са 336.900.000 пакистанских рупија (1,2 милиона америчких долара).

## Рана политичка каријера
Шехбаз је започео своју политичку каријеру након што је изабран у покрајинску скупштину Панџаба из изборне јединице ПП-122 (Лахор-VII) као кандидат Исламског демократског савеза (ЈИ) на општим изборима 1988. године. Освојио је 22.372 гласа и победио кандидата Пакистанске народне партије (ППП). Међутим, његов мандат је прерано окончан 1990. године када су скупштине распуштене.
Поново је изабран у покрајинску скупштину Панџаба из изборне јединице ПП-124 (Лахор-X) као кандидат ИЈИ на општим изборима 1990. године. Добио је 26.408 гласова и победио кандидата Пакистанске демократског савеза (ПДА). На истим изборима изабран је у Народну скупштину Пакистана из изборне јединице НА-96 (Лахор-V) као кандидат ИЈИ. Освојио је 54.506 гласова и победио Јехангира Бадера.
Напустио је место у скупштини провинције Панџаб да би задржао место у Народној скупштини. Мандат му је прерано окончан 1993. године када су скупштине распуштене.
Поново је изабран у покрајинску скупштину Панџаба из изборне јединице ПП-125 (Лахор-X) као кандидат Пакистанске муслиманске лиге (ПМЛ-Н) на општим изборима 1993. године. Добио је 28.068 гласова и победио кандидата ППП. На истим изборима поново је биран у Народну скупштину из Изборне јединице НА-96 (Лахор-В) као кандидат ПМЛ-Н. Освојио је 55.867 гласова и победио Јусуфа Салахудина. Напустио је место у Народној скупштини и задржао место у скупштини провинције Панџаб. Убрзо након избора изабран је за лидера опозиције у покрајинској скупштини Панџаба. Током свог мандата као лидера опозиције, остао је неколико година у Уједињеном Краљевству због лечења. У његовом одсуству, Цаудри Перваиз Елахи је постављен за вршиоца дужности лидера опозиције у скупштини Панџаба. Његов мандат као посланика у скупштини Панџаба и лидера опозиције прерано је окончан у новембру 1996. када су скупштине распуштене.

## Главни министар Панџаба
Поново је изабран у покрајинску скупштину Панџаба из изборне јединице ПП-125 (Лахор-X) као кандидат ПМЛ-Н на општим изборима 1997. године. Добио је 25.013 гласова и победио кандидата ППП. На истим изборима поново је биран у Народну скупштину из Изборне јединице НА-96 (Лахор-В) као кандидат ПМЛ-Н. Освојио је 47.614 гласова и победио Ханифа Рамаја. По први пут је изабран за главног министра Панџаба и положио је заклетву као 13. главни министар Панџаба 20. фебруара 1997. године.
Током свог мандата на месту главног министра Панџаба, хваљен је за добро управљање у покрајини због његовог фокуса на здравство, образовање, пољопривреду и индустријски сектор. Предузео је неколико развојних пројеката у Лахору и покренуо акцију против криминалаца широм покрајине како би одржао ред и закон у покрајини.
Он је био на својој функцији до 12. октобра 1999. када је смењен са места главног министра у пакистанском државном удару 1999. године. После пуча је затворен. У децембру 2000. године, он је заједно са члановима своје уже породице присилно прогнан у Саудијску Арабију на захтев саудијске краљевске породице.
Док је био у егзилу у Саудијској Арабији, Шехбаз је изабран за председника ПМЛ-Н у августу 2002. и преселио се у Уједињено Краљевство средином 2003. на лечење.
1999. године, подносилац жалбе Саедудин је поднео ФИР и оптужио Шехбаза да је дозволио полицији Сабзазара, као главном министру Панџаба, да убије његовог сина заједно са другим мушкарцима у лажном сусрету. У том сусрету полиција је убила његова два сина и још три особе.
2003. године, суд за борбу против тероризма позвао је Шехбаза и још петорицу оптужених за наводна вансудска убиства 1998. Он је у то време био у егзилу и није се појавио пред судом. Касније је суд издао налог за хапшење Шехбаза. Године 2004. Шехбаз је покушао да се врати у Пакистан да би се појавио пред судом, али је присилно депортован назад у Саудијску Арабију.
У августу 2007. Врховни суд Пакистана је донео пресуду којом је браћи Шариф дозвољен повратак у Пакистан. У септембру 2007. године, антитерористички суд у Пакистану је наредио полицији да ухапси Шехбаза на основу налога за хапшење из 2003. године. Касније је добио кауцију од антитерористичког суда. Шехбаз је негирао да је наредио наводна убиства и рекао да су оптужбе против њега политички мотивисане. Он је даље рекао да је 2004. године слетео на аеродром у Лахору желећи да се појави пред судом, али да га је влада вратила у Саудијску Арабију кршећи налоге Врховног суда. Антитерористички суд га је 2008. године ослободио оптужби у случају Сабзазар.
Поново је изабран за председника ПМЛ-Н за други мандат у августу 2006. и вратио се у Пакистан заједно са Навазом Шарифом у новембру 2007.
Шехбаз је поново изабран у покрајинску скупштину Панџаба из три изборне јединице ПП-159 (Лахор-XXIII), ПП-161 (Лахор-XXV) и ПП-247 (Рајанпур-I) – као кандидат ПМЛ-Н на општим изборима 2013. На истим изборима поново је биран у Народну скупштину из Изборне јединице НА-129 (Лахор-XII) као кандидат ПМЛ-Н. Шариф је одлучио да задржи своје место у покрајинској скупштини ПП-159 (Лахор-XXIИИ) и поново је изабран за главног министра Панџаба по трећи пут без противљења након што је добио 300 гласова у покрајинској скупштини од 371 члана.
Дана 7. јуна 2018, Шехбаза је наследио Хасан Аскари Ризви на месту привременог главног министра Панџаба.

## Лидер опозиције
Изабран је у Народну скупштину као кандидат ПМЛ-Н из изборне јединице НА-132 (Лахор-X) на општим изборима у Пакистану 2018. На истим изборима поново је биран у Покрајинску скупштину Панџаба као кандидат ПМЛ-Н из изборне јединице ПП-164 (Лахор-XXI) и ПП-165 (Лахор-XXII). Након успешног избора, он је напустио своја места у Панџабу у корист места у Народној скупштини. ПМЛ-Н га је 16. августа номиновао за функцију премијера Пакистана. Дана 17. августа 2018. добио је 96 гласова и изгубио функцију од Имрана Хана. Истог дана га је за лидера опозиције у Народној скупштини предложило 111 народних посланика. Дана 20. августа 2018. године проглашен је за лидера опозиције у Народној скупштини. У својству лидера опозиције, такође је био председник Комисије за јавне рачуне од 22. децембра 2018. до 28. новембра 2019. Поднео је оставку на ту функцију и наследила га је Рана Танвир Хусеин.

### Случајеви прања новца
Дана 28. септембра 2020. године, Шехбаза је ухапсио Национални биро за одговорност под оптужбом за прање преко 7,328 милиона пакистанских рупија (41 милион америчких долара) у систематској шеми која укључује блиске сараднике и чланове породице. Биро је претходно замрзнуо 23 различите имовине која је припадала Шарифу, његовом сину и другим члановима породице, тврдећи да је ова имовина стечена изван познатих извора прихода. НАБ наводи да је породица Шехбаз Шариф користила лажне трансакције за примање страних средстава, при чему су трансакције вршене преко компаније у власништву Шарифовог зета, Харуна Јусафа.
Шехбаз је првобитно био у затвору до суђења. Привремено је пуштен на условну слободу да би присуствовао сахрани своје мајке у новембру 2020. године. Дана 14. априла 2021. пуштен је уз кауцију у вези са прањем новца од стране Вишег суда у Лахору. Дана 12. октобра 2022. године, Шехбаз и његов син ослобођени су свих оптужби за корупцију и прање новца од стране Централног Специјалног суда у Лахору. Након ослобађајуће пресуде, Шарифов адвокат Амјад Первез изјавио је да је случај „потпуно неоснован и политички мотивисан“.

## Премијер Пакистана

### Први пут премијер
Дана 10. априла 2022. године, Шариф је номинован као кандидат за премијера од стране опозиционих партија након изгласавања неповерења актуелном премијеру Имрану Хану након пакистанске уставне кризе 2022. године.
За премијера је изабран 11. априла 2022. године. Истог дана је положио заклетву, којом је управљао председавајући Сената Садик Сањрани, вршилац дужности председника Арифа Алвија, који је био на медицинском одсуству након што се жалио на „нелагодност“. Пошто се влада Пакистанског демократског покрета суочила са најгором економском кризом у Пакистану од његове независности, администрација коју је предводио Шариф надала се споразуму о помоћи са ММФ-ом и побољшању односа са Сједињеним Државама, али је добила само ограничен одговор. Кинески министар спољних послова Ћин Ганг изразио је јасну забринутост због унутрашње нестабилности Пакистана, упркос томе што Кина пружа економску подршку свом дугогодишњем савезнику.
На конференцији за новинаре 13. фебруара 2024. године, Асиф Али Зардари из Пакистанске народне партије (ППП) и Шариф објавили су да су се њихове странке сложиле да формирају коалициону владу након општих избора у Пакистану 2024. године. Портпарол ПМЛ-Н Маријум Аурангзеб рекао је да је Шехбаз Шариф био кандидат за премијера по препоруци његовог старијег брата Наваза. Лидер ППП Билавал Буто Зардари рекао је да ће подржати кандидата ПМЛ-Н за премијера и да се ППП неће придружити следећој влади. Цитиран је високи лидер ППП који је рекао да је странка више волела да има минималну улогу у коалиционој влади рекавши да „не желимо да преузмемо ту тешку одговорност.“ Аналитичари сугеришу да је изгледало да овај аранжман ужива подршку од стране владе. војска.
Покрет Мутахида Кауми – Пакистан, Пакистанска муслиманска лига (К), Истекам-е-Пакистан партија и Белоцистан Авами партија такође су изразили намеру да се придруже ПЛМ-Н и ППП коалицији, што им омогућава да одрже укупно 152 директно изабраних места у Народној скупштини, за које се очекује да ће бити увећани добицима у резервисаним местима. Као одговор, Имран Кан назвао је предстојећу коалицију „пљачком по дану“ и упозорио „на незгоду формирања владе са украденим гласовима“. Посматрачи су приметили да је повећана подршка ПТИ променила динамику моћи, доводећи до Шарифа. Влада предвођена чини се слабом и пре него што је почела.

### Други пут премијер
Дана 3. марта 2024, Шариф је поново изабран за премијера Пакистана за други мандат, сакупивши 201 глас наспрам 92 гласа за Омара Ајуба Хана, унука првог војног владара Пакистана који подржава ПТИ. Избори у Народној скупштини уследили су након скоро месец дана политичког застоја након избора 8. фебруара, који су критиковани због варања.

## Случај за клевету Дејли Мејла
Дана 14. јула 2019, Дејли мејл је објавио вест са насловом: „Да ли је породица пакистанског политичара који је постао дечак за британску помоћ у иностранству украла средства намењена жртвама земљотреса?“ Према извештају, Шехбаз Шариф је украо средства помоћи од британског Одељења за међународни развој (ДФИД) након земљотреса 2005. године. Написао га је новинар Дејли Мејла Дејвид Роуз. Истраге су показале да је Велика Британија донирала више од 500 милиона фунти жртвама земљотреса у Пакистану преко ДФИД-а, владине организације Уједињеног Краљевства.
Дејвид Роуз је тврдио да је бивши главни министар Панџаба Шехбаз Шариф користио средства помоћи да кроз прање новца пошаље милион фунти свом фронтмену Афтабу Мехмуду, британском држављанину пакистанског порекла, који је потом новац дао породици Шахбаза Шарифа. Шехбаз Шариф и његова породица су наводно украли средства за пореске олакшице британских држављана, наводи се у новинским извештајима. Дејли мејл се такође осврнуо на бројне званичнике британске владе Шехбаза Шарифа. Салман Шахбаз, син Шехбаза Шарифа, касније је оповргао ову информацију.

### Одбијање од ДФИД-а
Представник ДФИД-а назвао је извештаје „неоснованим“ и „измишљеним“ на веб страници организације, а у јануару 2020. Шахбаз Шариф је поднео тужбу за одштету против Дејли Мејла и његовог репортера Дејвида Роуза Краљевском суду правде у Лондону

### Судска рочишта
Према судским документима, Дејли Мејлу је требало скоро три године да поднесе одбрану Роузине приче. Дана 20. априла 2020., судија Никлин је издао почетни налог за рок за рочиште за уврштавање у списак који траје од 21. априла 2020. до 31. јула 2020. Дана 7. маја 2020, судија Никлин је донео другу одлуку којом је продужен рок. Судија Никлин је 20. октобра 2020. издао прву наредбу, спајајући потраживања Шехбаза и његовог зета Јусафа. Дана 28. јануара 2021, судија Никлин је издао још један налог који се односи на претходно суђење.
Пресуда и налог су уручени 5. фебруара 2021. Судија Никлин пресудио је на расправи о смислу на Вишем суду у Лондону у корист председника Пакистанске муслиманске лиге (ПМЛ-Н) Шехбаза и његовог зета. Судија Никлин је утврдио да је чланак Мејл он Сандеј носио највиши ниво клеветничког значења и за Шехбаза и за Јусафа.
Судија Никлин је 18. фебруара 2021. издао директиву у вези са одређеним роковима. Дана 15. марта 2022, Дејли мејл је поднео своју одбрану. Мастер Торнет је 17. марта 2022. издао директиву за подношење одбране. Затим је 23. јуна и 20. септембра 2022. издао налоге за продужење рока за подношење одбране. После преговора за решавање спора после марта 2022. између Дејли Мејла и премијера Шехбаза, премијеровом правном саветнику је постало јасно да ће се публикација извинити и уклонити чланак под његовим условима. Дана 26. септембра 2022, судија Никлин је издао налог и заказао заједнички састанак за управљање предметима за 9. новембар.
Три дана прие овог рочишта, Шехбаз је повукао свој захтјев за одлагање у корист потпуног суђења у оштроумном политичком потезу. Према прописима, суд није обавештен да су адвокати Дејли Мејла неколико месеци тајно преговарали са Шахбазовим адвокатима, предлажући извињење. Шахбаз Шариф је био убеђен од стране његовог правног особља да нема користи од подношења додатне документације пошто је лист већ пристао да се извини и уклони клеветнички и обмањујући део.

### Извињење Дејли Мејла
Издавачи Дејли Мејла и Шехбазови адвокати потписали су споразум о нагодби са Томлин Ордером у другој недељи децембра 2022, након чега је Дејли мејл уклонио клеветнички чланак и извинио се премијеру и његовом зету. АНЛ је обећао да никада неће поновити ове лажне оптужбе ни на једном форуму и већ је радио са Гуглом на уклањању свих чланака који садрже чланак Дејли Мејла.

## Књиге
- Azm O Himmat Kī Dāstān (عزم و همت كى داستان; "Прича о одлучности и храбрости"), Лахор: Шариф публикације, 2000, 72 pp. Историја и борба пословних подухвата породице Шариф.

## Награде и почасти
1. Шехбаз брзина